# Agenzia Spaziale Turca
L'Agenzia spaziale turca (in turco: Türkiye Uzay Ajansı, sigla TUA) è un'agenzia governativa per la ricerca aerospaziale in Turchia. L'agenzia dipende dal Ministero della Scienza e della Tecnologia. Il suo quartier generale ha sede ad Ankara.   
È stata formalmente istituita con un decreto presidenziale del 12 dicembre 2018. Con l'istituzione della TUA è stato abolito il Dipartimento per le tecnologie aeronautiche e spaziali presso il Ministero dei trasporti e delle infrastrutture.
La TUA ha il compito di sviluppare tecnologie per l'esplorazione spaziale e di coordinare le attività degli altri centri di ricerca spaziale turchi. Essa preparerà piani strategici con obiettivi a medio e lungo termine, come lo sviluppo di infrastrutture scientifiche e tecnologiche e di risorse umane nel campo aerospaziale e l'espansione delle tecnologie aerospaziali in linea con gli interessi nazionali e il benessere della società.
La TUA lavora in stretta relazione con il TÜBİTAK Space Technologies Research Institute (TÜBİTAK UZAY) ed è amministrata da un comitato esecutivo di sette membri.